# Idaea burtti
Idaea burtti är en fjärilsart som beskrevs av Fletcher 1958. Idaea burtti ingår i släktet Idaea och familjen mätare. Inga underarter finns listade i Catalogue of Life.